# Frovina
Frovina sorror
Genre
Synonymes
- Frigidilacuna Tomlin, 1930
- Prolacuna Thiele, 1913
- Sublacuna Thiele, 1912

Espèce
Espèces de rang inférieur
- voir paragraphe #Liste d'espèces

Frovina est un genre de mollusques gastéropodes marins de la famille des Zerotulidae. L'espèce type est Frovina soror.

## Historique
Le genre Frovina et l'espèce Frovina sorror sont décrits en 1912 par le malacologiste Johannes Thiele,.

## Synonymes
- Frigidilacuna Tomlin, 1930
- Prolacuna Thiele, 1913
- Sublacuna Thiele, 1912[2]

## Liste d'espèces
Selon WoRMS en 2025 :
- Frovina angularis Warén & Hain, 1996
- Frovina indecora (Thiele, 1912)
- Frovina soror Thiele, 1912 espèce type[2].

### Publication originale
- [1912] (en) Johannes Thiele, « Die antarktischen Schnecken und Muscheln. Deutsche Südpolar-Expedition, 1901-1903, im Auftrage des Reichsamtes des Innern. Wissenschaftliche Ergebnisse. 13 », Zoologie, vol. 5, no 2,‎ 1912, p. 185-285, pls 11-19 (lire en ligne).